# Научна експедиция в Македония и Поморавието

Научната експедиция в Македония и Поморавието е проект на Главния щаб на Българската армия. Осъществена е в новоосвободените земи по време на участието на България в Първата световна война. Главната заслуга за провеждането на експедицията е на началник-щаба на Българската армия по това време – генерал Константин Жостов. Експедицията представлява научноразузнавателна мисия в овладените от българската армия области Македония и Поморавието.

## Цел
Според някои източници, през лятото на 1916 година се очертава известна възможност за сключване на сепаративен мир със Сърбия, което обуславя необходимостта да се определи точно западната българска граница от научна гледна точка. По-вероятно е Главният щаб да е искал чрез тази мисия да се сдобие с научни материали и изследвания с оглед бъдещите мирни преговори, като особено се е интересувал от определяне на западната българска етническа граница. Очаквало се е при бъдещите мирни преговори Австро-Унгария да оспори предварителните договорености между Германия и България, с оглед на геополитическия ѝ стремеж за излаз чрез Солун на Бяло море. Съдържанието на докладите на участници в експедицията подсказва, че що се отнася до Македония, нейна цел е била да се съберат етнографски, езикови, исторически и чисто географски аргументи, които да послужат за изместване в посока запад на границата с Албания, за която се е очаквало да остане австро-унгарски протекторат.

## Подготовка
През лятото на 1916 г. Главният щаб на Действуващата армия решава да създаде научно-разузнавателна мисия от университетски учени. Предвид целта на експедицията, е съблюдавано да се улеснят изследванията, като се съдейства на учените от военните власти, и се предостави възможност на всеки един от тях да се запознае с новите земи, и да направи проучвания в своята област.

### Проект
При подготовката на научната експедиция, пред нея са поставени следните задачи:
1. Да се изследват в географско отношение по-важните и неизучени части от новозаетите земи.
2. Да се изучи диалектът и етнографията, както на българите, тъй и на другите елементи (албански, гръцки, куцовлашки, турски) от населението на Македония и земите на север (Поморавието); за българите – от историческо и държавно гледище.
3. Да се проучат в икономическо отношение новозаетите земи.

### Състав
На 21 юни 1916 г. Щабът на действащата армия се объръща с циркулярно писмо до редица учени, предимно от Софийския университет, в което се казва, че „новоосвободените български земи“ все още не са станали предмет за отечествената наука, че техните природни богатства и население още не са изследвани на самото място. Защото „тъкмо в резултат на непосредните научни изследвания се съдържат ония данни, които са необходими както за правилната насока на държавния живот в новите земи, тъй и за крепката защита на отечествените интереси в бъдещите международни преговори“. С оглед именно на тези задачи, Щабът на действащата армия решил „да съдейства на българските учени да посетят час по-скоро новите земи, и да ги изследват всеки от гледището на своята специалност“.
Проектирания състав на експедицията е в състав и задачи:
1. професор Анастас Иширков – по-важни и неизучени в географско отношение области;
2. професор Беньо Цонев – език на българското население в Моравско, Тимошко, и на българите в Македония;
3. професор Йордан Иванов – стари църковни и книжовни паметници, и специална – гръцкото население в Македония;
4. професор Васил Златарски – Македония, нейното състояние през течение на вековете и сега;
5. професор Стефан Младенов – албанците в Македония от езиково и етнографско гледище;
6. професор Стоян Романски – куцовлашкото население в Македония и влашкото в Крайна /Тимошко/;
7. професор Михаил Арнаудов – фолклор на Македония;
8. професор Георги Данаилов – Македония и заетите от Сърбия земи /Моравско и Тимошко/ от икономическо гледище;
9. професор Стефан Бончев – природните богатства на Македония и заетите от Сърбия земи /Моравско и Тимошко/;
10. Кирил Попов, директор на статистиката – статистически данни за новозаетите земи;
11. Димитър Гаджанов, лектор по турски език в Софийския университет – турското население в Македония;
12. доктор Богдан Филов – Македония и новозаетите земи в археологическо отношение;

### Съвещание
На 1 и 3 юли 1916 г. в Министерството на войната се провеждат две заседания с българските учени, на които са изяснени задачите върху предстоящите проучвания. В състава на мисията са включени историци, филолози, географи, геолози и стопановеди. Всеки от тях е трябвало в продължение на два месеца да проучи новите земи с оглед на своята специалност, като от историци, географи и езиковеди се изисквало да изяснят въпросите за българската народност, както и за небългарското население в тези земи. При възможност трябвало да се дадат препоръки за бъдещата политика на правителството: по отношение на управлението на тези земи; взаимоотношенията със съюзниците; както и при евентуални бъдещи мирни преговори. Всичко това предопределило известна целенасоченост, както при избора на проучваната територия, така и на поставените проблеми.
На съвещанието се решава за най-уместно участниците в експедицията да се разделят на четири секции:
1. Диалектно-етнографска /Цонев, Арнаудов, Романски, Младенов и Гаджанов/ с конкретни задачи: Цонев – изследване на косово-моравските говори във връзка с македонското наречие в Тимошко, Моравско, Косовско (Прищенско и Призренско); Арнаудов с филолог – изследване границите на българските селища в Призренско (ведно с Люма), Тетовско, Дебърско и Охридско; Романски – изучаване на влашкото население по Тимошко, Поморавия и Македония, а заедно с това и българските колонии в бивша Сърбия; Младенов – изучаване на албанското население в етнографско и езиково отношение, както и влиянието на българския език върху албанския, а заедно с това и изучаване на пограничните говори в Македония и Поморавия; Гаджанов – изучаване мюсюлманското население в културно, езиково и етнографско отношение във връзка с турците в България и Мала Азия.
2. Историко-археоложка и географска /Иширков, Златарски, Иванов и Филов/ с конкретни задачи: Златарски – изследване на старата българска граница във връзка с исторически места и паметници; Иширков – изследване на Дрин, Косово, Морава /Кладово, Неготин, Пожаревац/ в географско отношение; Филов – изследване на Македония и Косово в археоложко отношение с препоръки за мерки по запазване на паметниците.
3. Социално-стопанска.
4. Геоложка.

След всестранно обсъждане окончателния състав на научната експедиция включил 7 езиковеди, 3-ма стопановеди, 2-ма историци, 2-ма географи, 2-ма геолози и 1 фотограф. Най-големи трудности били срещнати със стопановедите, където поради заетост от предвидените 4-ма професори не участвал нито един, и били привлечени на тяхно място други специалисти. Към състава на експедицията се включил и професор Любомир Милетич.

### Организация и провеждане
Научните командировки се провели от първата половина на юли до първата половина на септември 1916 г. Единствено професор Анастас Иширков провел проучването си на два пъти с прекъсване от един месец поради лечение. Всеки от участниците написал и представил свой доклад в Щаба на действащата армия. Някои от докладите били разпратени на министрите, лидерите на политически партии, на царя, други учени и т.н. Там където имало необходимост, били изработени и съответните карти.

## Научни доклади
В резултат от експедицията са изготвени 15 доклада, като за нуждите на научно-разузнавателната мисия доктор Павел Орешков превежда студията на доктор Йевто Дедийер – „Нова Сърбия“ (Белград, 1913).
Докладът на професор Васил Златарски е разделен на две части: „Пътешествие“ и „Границите на България в минали времена“. Деветте карти от „Границите на България в минали времена“ влизат в издадения от Димитър Ризов в Берлин през 1917 г. сборник „Българите в техните исторически, етнографически и политически граници“.

### Македония
1. Доклади от професор Васил Златарски – „Пътешествие“ и „Границите на България в минали времена“;
2. Доклад от професор Богдан Филов – за състоянието на археологическите и културно-исторически паметници;
3. Доклад от Стефан Димитров – народо-стопански за окръзите Щипски, Кумановски, Скопски и Призренски;
4. Доклад от доцент Димитър Мишайков – народо-стопански за окръзите Тетовски, Охридски, Битолски и Кавадарски;
5. Доклад от професор Анастас Иширков за пътуването му в Македония;
6. Доклад от професор Любомир Милетич за селищата, населението, албанците и „албанския въпрос“;
7. Доклад от професор Йордан Иванов за западномакедонските краища и българо-албанската етническа граница;
8. Доклад от професор Беньо Цонев – „Научно пътешествие из Поморавия и Македония“;
9. Доклад от професор Михаил Арнаудов за говора, обичаите, песните и живота на населението на Полога и северозападно от Шар планина;
10. Доклад от професор Стефан Младенов – „Пътешествие из Македония и Поморавия“, включващо данни за албанския елемент и в Прищински и Призренски окръг;
11. Доклад от професор д-р Стоян Романски – „Разпространението на власите между Тимок и Морава и на цинцарите в Македония“;
12. Доклад от Димитър Гаджанов за мюсюлманското население;
13. Доклад от доцент Жеко Радев – „Физикогеографски особености на Македония и Поморавия“;
14. Етнографска докладна от Стефан Костов, която е разделена на две части;
15. Етнографска докладна от Антон Стоилов, включваща и описание на дейностите му по издирване и събиране на археологически и ръкописни паметници;

### Поморавие
1. Доклад от доктор Иван Каросеров /секретар на Варненската търговско-индустриална камара/ – „Моравската област в народостопанско отношение“, включваща бившите сръбски окръзи Врански, Зайчарски, Кюприйски, Неготински, Нишки, Пиротски и Пожаревски;
2. Доклад от професор Анастас Иширков за пътуването му в Моравско;
3. Доклад от професор Беньо Цонев – „Научно пътешествие из Поморавия и Македония“;
4. Доклад от професор Стефан Младенов – „Пътешествие из Македония и Поморавия“;
5. Доклад от професор д-р Стоян Романски – „Разпространението на власите между Тимок и Морава и на цинцарите в Македония“;
6. Доклад от доцент Жеко Радев – „Физикогеографски особености на Македония и Поморавия“;

## Приноси
Събраните от участниците в експедицията сведения са с висока научна стойност за българската наука. Единствено през този кратък 2-годишен военен период (1916 – 1918), български учени имат възможността да работят свободно в Македония и Поморавието.
Осъществяването на експедицията спомага за катализиране в българското общество на процесите довели до учредяването през 1917 г. на Съюза на българските учени, писатели и художници.